# 中華民國—吉布地關係
中華民國與吉布地共和國無正式外交關係，目前也沒有在對方首都互設具大使館功能的代表機構。對吉布地的相關事務由駐沙烏地阿拉伯王國臺北經濟文化代表處、台灣駐索馬利蘭共和國代表處共同管轄。

## 政治

### 外交

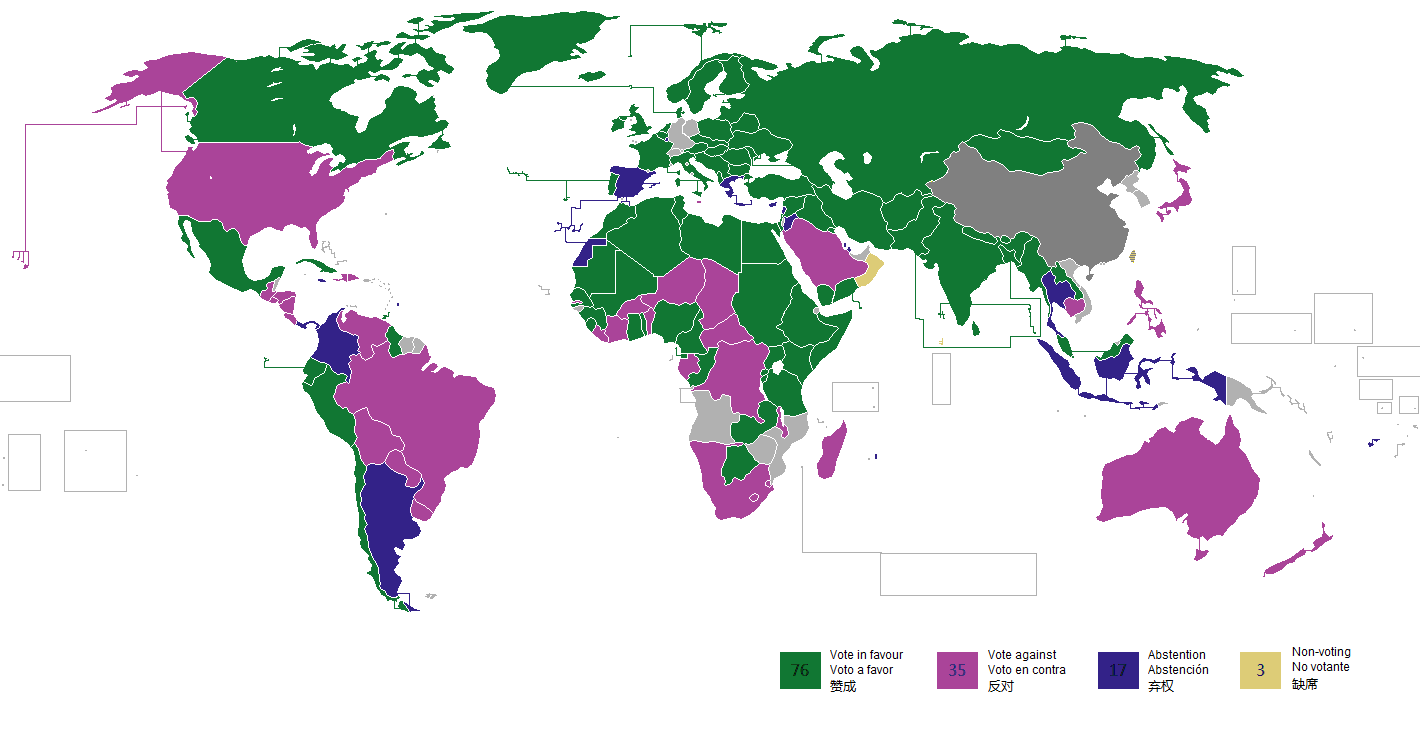
灰色國家表示非聯合國會員國，吉布地當時尚未獨立，因此不能對中華民國續留聯合國一案參與投票，即《聯合國大會2758號決議》。

1987年8月17日，簽署《中 [ 華民 ] 國（臺灣）與吉布地 [ 共和國 ] 間國際快捷郵件雙邊議定書》。
2008年1月，世界衛生組織（WHO）執行委員會在瑞士日內瓦舉行。中華民國的邦交國提出「要求世界衛生組織與尚未獲納入國際衛生條例2005之國家、地區及領土就國際衛生條例2005之執行建立直接溝通與聯繫」提案，中華人民共和國則另提出修正案，並獲得斯里蘭卡與吉布地的附和。後中華人民共和國所提的修正案，以25國贊成、3國反對、5國棄權、1國缺席通過，中華民國的邦交國所提議案則不交付表決。

## 經濟

### 貿易
| 年分 | 貿易總額   | 貿易總額 | 貿易總額 | 出口至吉布地 | 出口至吉布地 | 出口至吉布地 | 自吉布地進口 | 自吉布地進口 | 自吉布地進口 | 順逆差 |
| 年分 | 金額       | 年增減   | 排名     | 金額         | 年增減       | 排名         | 金額         | 年增減       | 排名         | 順逆差 |
| ---- | ---------- | -------- | -------- | ------------ | ------------ | ------------ | ------------ | ------------ | ------------ | ------ |
| 2017 | 35,283,047 | ▲58.1%   | 114      | 35,281,890   | ▲58.5%       | 92           | 1,157        | ▼98.0%       | 227          | 順差▲  |
| 2018 | 28,736,614 | ▼18.6%   | 120      | 28,661,780   | ▼18.8%       | 100          | 74,834       | ▲6,367.9%    | 198          | 順差▼  |
| 2019 | 33,377,852 | ▲16.2%   | 114      | 32,978,183   | ▲15.1%       | 96           | 399,669      | ▲434.1%      | 173          | 順差▲  |
| 2020 | 27,948,647 | ▼16.3%   | 116      | 27,947,513   | ▼15.3%       | 94           | 1,134        | ▼99.7%       | 222          | 順差▼  |
| 2021 | 17,288,293 | ▼38.1%   | 132      | 17,283,575   | ▼38.2%       | 109          | 4,718        | ▲316.0%      | 214          | 順差▼  |
| 2022 | 21,936,363 | ▲26.9%   | 128      | 21,934,544   | ▲26.9%       | 108          | 1,819        | ▼61.4%       | 224          | 順差▲  |
| 2023 | 14,081,599 | ▼35.8%   | 134      | 14,081,566   | ▼35.8%       | 117          | 33           | ▼98.2%       | 237          | 順差▼  |
| 2024 | 13,650,371 | ▼3.1%    | 140      | 13,649,372   | ▼3.1%        | 117          | 999          | ▲2,927.3%    | 223          | 順差▼  |

2023年的兩國貿易項目如下：
出口至吉布地的前10大項目為：針織或鉤針織品；調製膠與其他調製粘著劑；窄幅梭織物；針織或鉤針織之服飾附屬品或零件；小客車與其他主要設計供載客之機動車輛；橡膠或塑料加工機或以此類原料製造產品之機械；合成纖維絲紗梭织物；拉鏈及其零件；氯乙烯或其他鹵化烯烃之聚合物；卑金屬之框架、鈕扣、環與類似品、鉚釘、珠子與亮片等。
自吉布地進口的項目為：特殊物品，含進口未超過5萬新臺幣之小額報單與其他零星物品。

## 簽證

持中華民國護照的中華民國國民簽證要求分布圖：入境吉布地可以電子簽證。

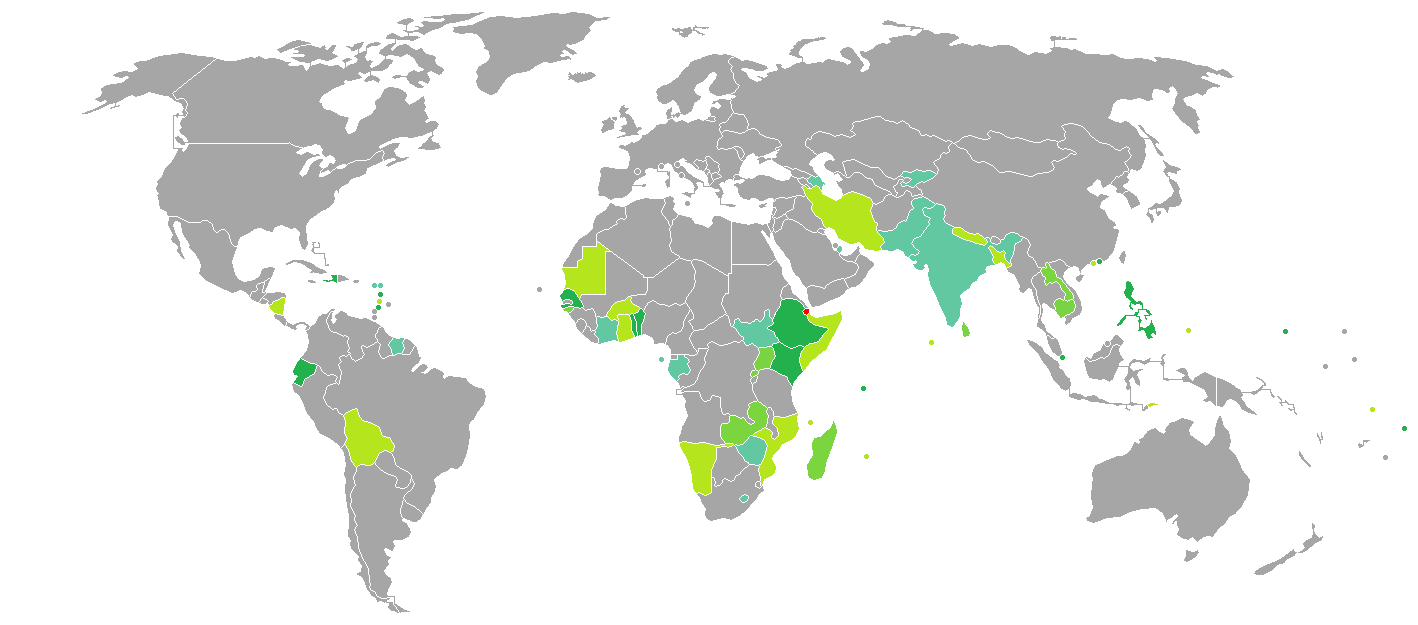
持吉布地護照的吉布地人口簽證要求分布圖：入境中華民國需要簽證。

兩國國民皆須申請簽證方可入境對方國家。持中華民國護照的中華民國國民可以事先上網申請單次電子簽證入境吉布地，單次停留最多90天，簽證費用依停留天數而定。經吉布地轉機若未入境，無須申請電子簽證。
持吉布地護照的吉布地國民抵台參加由中央政府機關主辦、協辦或贊助之國際會議、運動賽事、商展或其他活動，可以電子簽證入境中華民國，停留最多30天並不得延期。

## 交通

### 航空

#### 客運
兩國無直航班機，可經由（不計航點遠近，截至2023年6月27日）：
- 台北→杜拜、伊斯坦堡、巴黎，再轉機前往吉布地－安布利國際機場。

## 外部連結
- 中華民國外交部－吉布地共和國簡介 （页面存档备份，存于）
- 駐沙烏地阿拉伯王國台北經濟文化代表處
- 台灣駐索馬利蘭共和國代表處
- 外交部領事事務局－國外旅遊警示分級表
- 中華民國衛生福利部－國際旅遊疫情建議等級
- 中華民國國際經濟合作協會 （页面存档备份，存于）